# منتخب بيرو لكرة قدم الصالات
منتخب بيرو لكرة قدم الصالات (بالإسبانية: Selección de fútbol sala del Perú) هو ممثل بيرو الرسمي في المنافسات الدولية في كرة الصالات .